# Gezowie

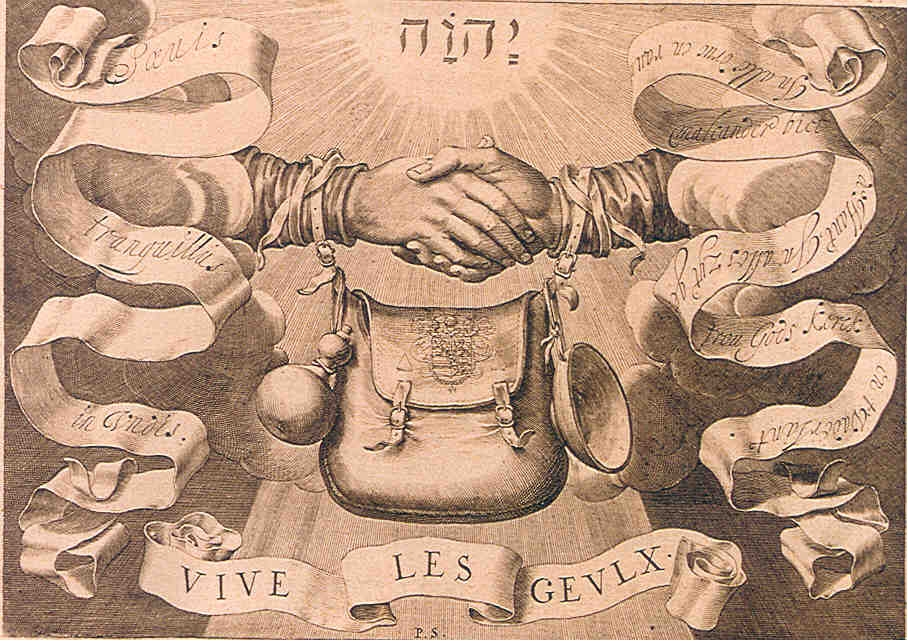
XVI-wieczny emblemat gezów

Gezowie (od fr. les gueux – żebracy) – patrioci niderlandzcy wyznania kalwińskiego, toczący od 1566 roku wojnę partyzancką z hiszpańskimi okupantami zwalczającymi, bez przebierania w środkach, reformację. Rekrutowali się głównie spośród niezamożnej szlachty i mieszczaństwa. Przedstawiciele zbuntowanej szlachty udali się 5 kwietnia 1566 roku do regentki Małgorzaty, księżnej Parmy, prosząc o zaprzestanie prześladowań innowierców. Wtedy to ktoś z otoczenia księżny nazwał ich "żebrakami". Na czele gezów stał książę Wilhelm Orański, który po zwycięstwie rewolucji w północnych prowincjach w roku 1572 został stadhouderem Niderlandów.
W czasie II wojny światowej pojęcie to stosowano w odniesieniu do członków holenderskiego ruchu oporu.